# Жонкьер (Тарн)
Жонкье́р (фр. Jonquières, окс. Jonquièiras) — коммуна во Франции, находится в регионе Юг — Пиренеи. Департамент — Тарн. Входит в состав кантона Плен-де-л’Агу. Округ коммуны — Кастр.
Код INSEE коммуны — 81109.

## География
Коммуна расположена приблизительно в 580 км к югу от Парижа, в 60 км восточнее Тулузы, в 31 км к югу от Альби.

## Климат
Климат умеренно-океанический. Зима мягкая и дождливая, лето жаркое с частыми грозами. Ветры довольно редки.

## Население
Население коммуны на 2010 год составляло 471 человек.
| 1962 | 1968 | 1975 | 1982 | 1990 | 1999 | 2010 |
| ---- | ---- | ---- | ---- | ---- | ---- | ---- |
| 346  | 333  | 339  | 433  | 450  | 460  | 471  |

## Экономика
В 2007 году среди 320 человек в трудоспособном возрасте (15—64 лет) 205 были экономически активными, 115 — неактивными (показатель активности — 64,1 %, в 1999 году было 78,6 %). Из 205 активных работали 195 человек (103 мужчины и 92 женщины), безработных было 10 (3 мужчин и 7 женщин). Среди 115 неактивных 21 человек были учениками или студентами, 31 — пенсионерами, 63 были неактивными по другим причинам.